# Рождественский гимн (Секретные материалы)
«Рождественский гимн» (англ. «Christmas carol») — 6-й эпизод 5-го сезона сериала «Секретные материалы». Премьера состоялась 7 декабря 1997 года на телеканале FOX. Эпизод позволяет более подробно раскрыть так называемую «мифологию сериала», заданную в пилотной серии. Режиссёр — Питер Маркл, авторы сценария — Винс Гиллиган, Джон Шибан, Фрэнк Спотниц, приглашённые звёзды — Пэт Скиппер, Шейла Ларкен, Кэрри Тёрнер.
В США серия получила рейтинг домохозяйств Нильсена, равный 12,8, который означает, что в день выхода серию посмотрели 20,91 миллиона человек.
Главные герои серии — Фокс Малдер (Дэвид Духовны) и Дана Скалли (Джиллиан Андерсон), агенты ФБР, расследующие сложно поддающиеся научному объяснению преступления, называемые Секретными материалами.

## Сюжет
В данном эпизоде Скалли, будучи на рождественской вечеринке с родными, получает загадочный звонок, который приводит её в дом, где живёт семья с приемной дочерью, которая, как кажется Скалли, могла быть рождена Мелиссой, сестрой Даны. Девочка подвергается некой генетической терапии, и Скалли решает узнать, как и от чего лечат девочку.